# 光阳港站
光陽港站（：／ Gwangyanghang yeok */?）是位于韩国全罗南道光阳市骨若洞的一座鐵路站，属于光阳港线。

## 历史
- 1998年12月31日 - 落成使用。

## 车站周边
- 光阳港

## 相鄰車站
韓國鐵道公社
光陽港線
黃吉－光陽港